# Meloe tuccius
Meloe tuccius là một loài bọ cánh cứng trong họ Meloidae. Loài này được Rossi miêu tả khoa học năm 1792.